# Allonnia
Allonnia — викопний вид тварин родини Chancelloriidae, що існував у ранньому кембрії (505 млн років тому). Скам'янілі відбитки Allonnia знайдені у кембрійських відкладеннях Антарктики, Китаю, Росії, Австралії та Йорданії. Ззовні Allonnia схожа на колючу морську губку заввишки до 50 см. 